# Nicholas Payton
Pour les articles homonymes, voir Payton.
Nicholas Payton, né le 26 septembre 1973 à La Nouvelle-Orléans (Louisiane) est un trompettiste de jazz américain.

## Discographie
- 1994 - From This Moment (Verve)
- 1995 - Gumbo Nouveau (Verve)
- 1997 - Fingerpainting: The Music Of Herbie Hancock (Verve) avec Christian McBride et Mark Whitfield
- 1997 - Doc Cheatham & Nicholas Payton (Verve)
- 1998 - Payton's Place (PolyGram Records)
- 1999 - Nick@Night (Verve)
- 1999 - Trumpet Legacy (Milestone) with Lew Soloff, Tom Harrell, and Eddie Henderson
- 2001 - Dear Louis (Verve)
- 2003 - Sonic Trance (Warner Bros. Records)
- 2006 - Mysterious Shorter (Chesky) with Sam Yahel, Billy Drumond, John Hart, and Bob Belden
- 2008 - Into The Blue (Nonesuch)
- 2011 - Bitches
- 2013 - #BAM(Live at Bohemian Caverns)
- 2013 - Sketches of Spain
- 2014 - Numbers
- 2015 - Letters
- 2016 - Textures
- 2017 - Afro-Caribbean Mixtape
- 2019 - Relaxin' with Nick
- 2020 - Quarantined with Nick
- 2021 - Smoke Sessions
- 2022 - Pink Elephant Magic
- 2022 - The Couch Sessions
- 2023 - DRIP